# Günter Neumann (Philologe)
Günter Neumann (* 31. Mai 1920 in Freiberg; † 24. Januar 2005 in Würzburg) war ein deutscher Klassischer Philologe (Sprachwissenschaftler) und Indogermanist.

## Leben
Günter Neumann wurde als Sohn eines Berufsschullehrers am 31. Mai 1920 geboren. Im Zweiten Weltkrieg diente er mit 20 Jahren als Soldat. Während der militärisch eher ruhig verlaufenden Besatzungszeit im nördlichen Norwegen lernte er die norwegische Sprache akzentfrei.
Nach der Freilassung aus englischer Kriegsgefangenschaft begann Neumann sein Studium zunächst in Leipzig. Auf Anraten des Sprachwissenschaftlers Johannes Friedrich wechselte er jedoch an die Universität Göttingen. 1954 wurde er dort promoviert, 1958 habilitierte er sich mit einer Arbeit über das Weiterleben hethitischen und luwischen Sprachguts in hellenistischer und römischer Zeit. Er war zunächst von 1953 bis 1961 als Lehrer in Göttingen tätig. 1963 wurde er Ordinarius für Vergleichende Sprachwissenschaft an der Universität Gießen, wechselte 1969 an die Universität Bonn und 1972 an die Universität Würzburg, wo er bis zu seiner Emeritierung 1988 lehrte.
Er wurde 1968 zum korrespondierenden Mitglied und 1971 zum ordentlichen Mitglied der Göttinger Akademie der Wissenschaften gewählt. 1978 wurde er korrespondierendes Mitglied der Österreichischen Akademie der Wissenschaften, 1988 korrespondierendes Mitglied der Braunschweigischen Wissenschaftlichen Gesellschaft, ferner war er Mitglied des Deutschen Archäologischen Instituts.
Trotz seiner schweren Krebserkrankung, die schließlich zu seinem Tod führte, beschäftigte sich Neumann auch weiterhin intensiv mit seinen Studien und stand Schülern wie anderen Indogermanisten mit Rat und Tat zur Seite.

## Schriften (Auswahl)
- Fragmente von Apollodors Kommentar zum homerischen Schiffskatalog im Lexikon des Stephanos von Byzanz. Göttingen 1953 (Dissertation).
- Untersuchungen zum Weiterleben hethitischen und luwischen Sprachgutes in hellenistischer und römischer Zeit. Harrassowitz, Wiesbaden 1961 (Habilitationsschrift).
- Der niedersächsische Ortsname Göttingen. In: Nachrichten der Akademie der Wissenschaften in Göttingen. Jahrgang 1962, Nr. 5, S. 137–154.
- mit David J. Hawkins und Anna Morpurgo Davies: Hittite hieroglyphs and Luwian: new evidence for the connection. In: Nachrichten der Akademie der Wissenschaften in Göttingen, Philologisch-Historische Klasse. Jahrgang 1973, Nr. 6, S. 145–197.
- Neufunde lykischer Inschriften seit 1901 (= Denkschriften der Österreichischen Akademie der Wissenschaften. Philologisch-historische Klasse. Band 135; Ergänzungsbände zu den Tituli Asiae Minoris Nr. 7). Wien 1979.
- mit Jürgen Untermann (Hrsg.): Die Sprachen im römischen Reich der Kaiserzeit. Kolloquium vom 8. bis 10. April 1974. (= Bonner Jahrbücher. Beihefte. Band 40). Rheinland-Verlag, Köln 1980, ISBN 3-7927-0431-5.
- Phrygisch und Griechisch. (= Sitzungsberichte der Österreichischen Akademie der Wissenschaften, Philosophisch-Historische Klasse. Band 499). Wien 1988.
- System und Ausbau der hethitischen Hieroglyphenschrift. (= Nachrichten der Akademie der Wissenschaften zu Göttingen, Philologisch-Historische Klasse. Jahrgang 1992, Nr. 4). Vandenhoeck & Ruprecht, Göttingen 1992.
- Früheste Zeugnisse unserer Sprache (Vortrag Juni 1994). In: Jahrbuch der Akademie der Wissenschaften in Göttingen 1994, S. 93–110.
- Das Lykische und seine Verwandten (= Nachrichten der Akademie der Wissenschaften zu Göttingen, Philologisch-Historische Klasse. Jahrgang 2004, Nr. 7). Vandenhoeck & Ruprecht, Göttingen 2004.
- Glossar des Lykischen (= Dresdner Beiträge zur Hethitologie. Band 21). Wiesbaden: Harrassowitz 2007, ISBN 978-3-447-05481-2.
- Namenstudien zum Altgermanischen, hrsg. von Heinrich Hettrich und Astrid van Nahl (= Reallexikon der Germanischen Altertumskunde. Ergänzungsband 59). Walter de Gruyter, Berlin/New York 2008, ISBN 978-3-11-020100-0.